# Analyta apicalis
Analyta apicalis là một loài bướm đêm trong họ Crambidae.